# Listen to the Music
Listen to the Music är en låt skriven av Tom Johnston och inspelad av rockgruppen The Doobie Brothers. Det var gruppens första hit och spelades flitigt hösten 1972.